# Mauerstraße 7 (Lutherstadt Wittenberg)

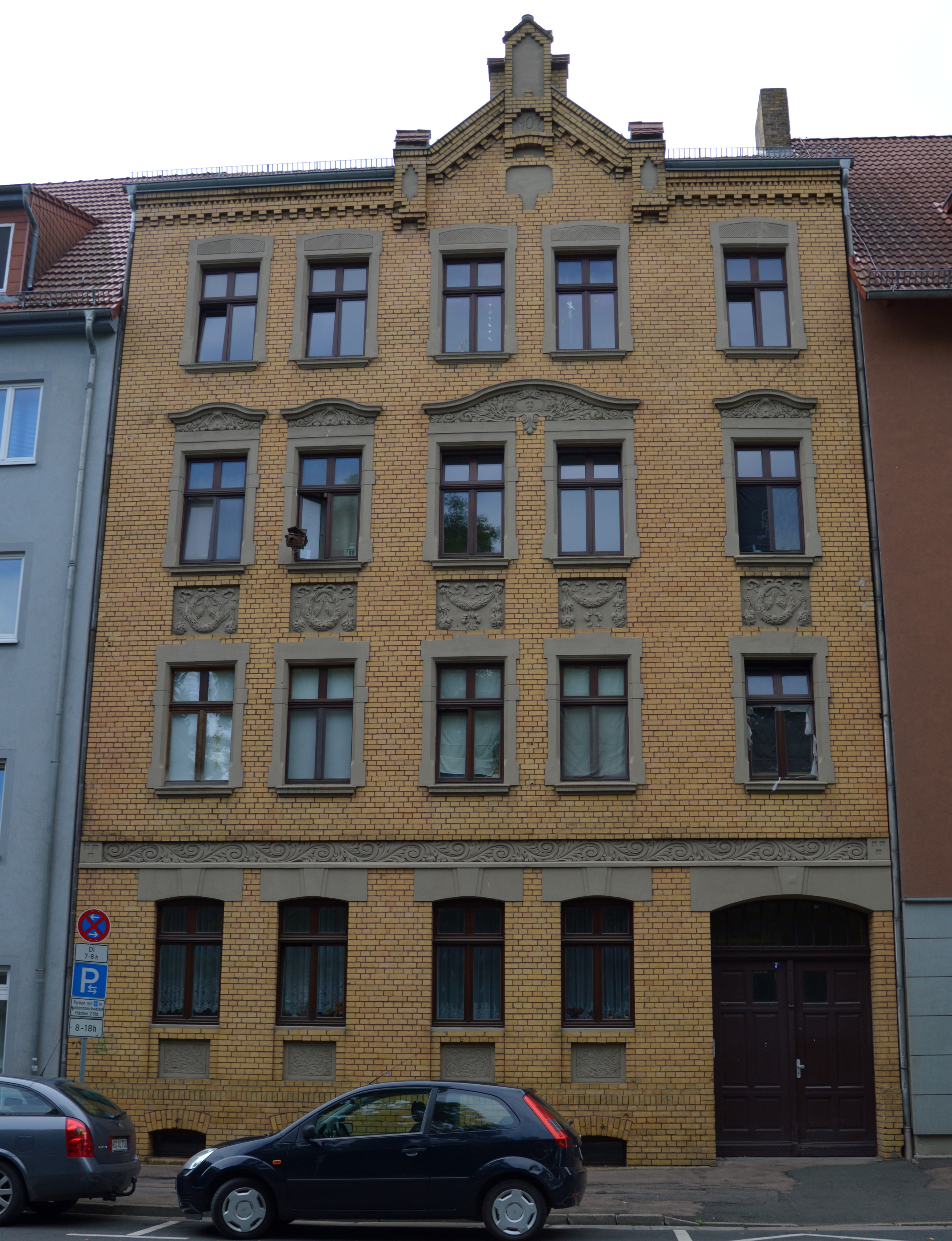
Haus Mauerstraße 7

Das Haus Mauerstraße 7 ist ein denkmalgeschütztes Gebäude in Lutherstadt Wittenberg in Sachsen-Anhalt.

## Lage
Es befindet sich im nördlichen Teil der Altstadt auf der Südseite der Mauerstraße.

## Architektur und Geschichte
Das viergeschossige Wohnhaus wurde im Jahr 1907 von E. Bethke errichtet. Die Gestaltung gilt als typisch für die Bauzeit. Die fünfachsige Klinkerfassade des Backsteinbaus ist mit neoklassizistischen gestalteten Jugendstilreliefs verziert.
Im örtlichen Denkmalverzeichnis ist das Wohnhaus unter der Erfassungsnummer 094 35969 als Baudenkmal verzeichnet.